# Friedrich-Carl Cranz
Friedrich-Carl Cranz (* 14. November 1886 in Kulm; † 24. März 1941 in Neuhammer am Queis) war ein deutscher Generalleutnant im Zweiten Weltkrieg.

## Leben

### Herkunft
Friedrich-Carl Cranz war ein Sohn des preußischen Oberst und Kommandanten von Wesel Wilhelm Cranz (1851–1907). Sein Bruder war der spätere Leutnant zur See und Major der Luftwaffe Eberhard Cranz (1894–1969).

### Militärkarriere
Cranz trat am 14. Januar 1905 als Fahnenjunker in das 5. Badische Infanterie-Regiment Nr. 113 der Preußischen Armee ein, avancierte bis Ende Mai 1906 zum Leutnant und war ab Oktober 1911 Adjutant des III. Bataillons. In dieser Stellung nahm er nach Ausbruch des Ersten Weltkriegs an den Schlachten in Lothringen und bei Arras teil. Während der Stellungskämpfe in Flandern und im Artois wurde Cranz am 28. Oktober 1914 unter Beförderung zum Oberleutnant zum Regimentsadjutanten ernannt. Ab Mitte Dezember 1915 war er als Hauptmann und Brigadeadjutant kommandiert. Anfang August 1916 kehrte Cranz als Kompanieführer zu seinem Stammregiment zurück, dass zu diesem Zeitpunkt in der Champagne lag. Von Januar bis März 1917 war er als Hilfsoffizier beim Generalkommando des VIII. Reserve-Korps und anschließend als Zweiter Generalstabsoffizier beim Stab der 115. Infanterie-Division tätig. Daran schloss sich Ende Februar 1918 zunächst seine Versetzung in den Generalstab an und im Juni 1918 wurde Cranz Erster Generalstabsoffizier im Stab der 45. Reserve-Division. Für sein Wirken erhielt Cranz beide Klassen des Eisernen Kreuzes und das Ritterkreuz II. Klasse des Ordens vom Zähringer Löwen mit Schwertern.
Nach Ende des Krieges wurde er im Oktober 1919 als Kompaniechef im Reichswehr-Infanterie-Regiment 102 in die Reichswehr übernommen. Zum 1. April 1922 sollte seine Versetzung zum Stab des Infanterie-Führers II. erfolgen. Auf eigenen Wunsch wurde die Versetzung rückgängig gemacht und Cranz verblieb in seiner bisherigen Stellung. Ab April 1926 war er Adjutant der Kommandantur Breslau, rückte im November 1928 zum Major auf und kehrte Mitte März 1929 mit der Versetzung zum Stab des III. Bataillons im 14. (Badisches) Infanterie-Regiment in den Truppendienst zurück. Vom 1. November 1930 bis zum 14. Januar 1933 war Cranz Kommandeur dieses Bataillons, kam anschließend zum Stab der 5. Division und avancierte Anfang April 1933 zum Oberstleutnant. Nach der Umformierung der Division zum V. Armeekorps war Cranz Adjutant beim Generalkommando und wurde am 1. April 1935 Oberst.
In der Wehrmacht war er ab August 1936 Chef der II. Abteilung im Heerespersonalamt und stieg in dieser Eigenschaft am 1. Juni 1938 zum Generalmajor auf. Vom 26. August 1939 bis zu seinem Tod führte er als Kommandeur die 18. Infanterie-Division beim Überfall auf Polen und im Westfeldzug. Für die Führungsleistung seiner Division wurde Cranz am 29. Juni 1940 mit dem Ritterkreuz des Eisernen Kreuzes ausgezeichnet und zwei Tage später zum Generalleutnant befördert.
Er starb am 24. März 1941 auf dem Truppenübungsplatz Neuhammer durch Eigenbeschuss. Dort befand sich die Division seit November 1940 zur Motorisierung unter Umbenennung in die 18. Infanterie-Division (mot). Der Kommandeur des Infanterie-Regiments 30 der 18. Infanterie-Division und späterer Divisionskommandeur Werner von Erdmannsdorff hielt am 27. März 1941 bei der Trauerfeier vor dem Haus der Wehrmacht eine Rede, welche die militärischen und menschlichen Verdienste von Cranz hervorhob.
Er wurde auf dem Invalidenfriedhof in Berlin beigesetzt.

### Familie
Friedrich-Carl Cranz war mit einer Tochter des Generalleutnants Wilhelm Hoffmann († 1934) verheiratet.